# Canton de Saint-Cyr-sur-Loire
Le canton de Saint-Cyr-sur-Loire est une circonscription électorale française située dans le département d'Indre-et-Loire et la région Centre-Val de Loire.

## Histoire
Ce canton a connu différentes évolutions, notamment au niveau des communes qui le composent.
Le canton de Saint-Cyr-sur-Loire a été créée par le décret du 23 juillet 1973 à la suite du démantèlement des anciens cantons de Tours-Est, Tours-Nord, Tours-Ouest et Tours-Sud.
Le canton est modifié par décret du 24 décembre 1984 à la suite de la création du canton de Luynes.
Le canton de Saint-Cyr-sur-Loire est agrandi par le décret du 18 février 2014 entrée en vigueur lors des élections départementales de 2015. Il est formé de cinq communes issues des anciens cantons de Saint-Cyr-sur-Loire et de Luynes. Le canton est entièrement inclus dans l'arrondissement de Tours. Le bureau centralisateur est situé à Saint-Cyr-sur-Loire.

## Représentation

### Représentation avant 2015
| Période | Période      | Identité          | Étiquette       | Qualité                                         |
| ------- | ------------ | ----------------- | --------------- | ----------------------------------------------- |
| 1973    | 1984 (décès) | Caude Griveau     | DVD             | Maire de Saint-Cyr-sur-Loire                    |
| 1984    | 2001         | Guy Raynaud       | DVD puis UDF    | Maire de Saint-Cyr-sur-Loire                    |
| 2001    | 2015         | Jean-Yves Couteau | UDF puis NC-UDI | Premier Adjoint au Maire de Saint-Cyr-sur-Loire |

### Représentation à partir de 2015
| Période élective | Période élective | Mandat | Mandat   | Identité           | Nuance | Nuance | Qualité |
| ---------------- | ---------------- | ------ | -------- | ------------------ | ------ | ------ | --- |
| 2015             | 2021             | 2015   | 2016     | Jean-Yves Couteau  |        | UDI    | Adjoint au maire de Saint-Cyr-sur-Loire Président du Conseil départemental d'Indre-et-Loire (2015 → 2016) Décès en cours de mandat                   |
| 2015             | 2021             | 2016   | 2021     | Fabrice Boigard    |        | LR     | Adjoint au maire de Saint-Cyr-sur-Loire Secrétaire départemental des Républicains Vice-Président du Conseil départemental d'Indre-et-Loire Suppléant |
| 2015             | 2021             | 2015   | 2021     | Dominique Sardou   |        | LR     | Adjointe au maire de Fondettes |
| 2021             | 2028             | 2021   | en cours | Cédric de Oliveira |        | LR     | Consultant en relations sociales Maire de Fondettes Vice-président du Conseil départemental d'Indre-et-Loire                                         |
| 2021             | 2028             | 2021   | en cours | Valérie Jabot      |        | LR     | Adjointe au maire de Saint-Cyr-sur-Loire Vice-présidente du Conseil départemental d'Indre-et-Loire                                                   |

À l'issue du 1er tour des élections départementales de 2015, deux binômes sont en ballotage : Jean-Yves Couteau et Dominique Sardou (Union de la Droite, 44,91 %) et Joël Ageorges et Marie-Hélène Puiffe (Union de la Gauche, 28,43 %). Le taux de participation est de 51,84 % (14 465 votants sur 27 901 inscrits) contre 50,88 % au niveau départemental et 50,17 % au niveau national.
Au second tour, Jean-Yves Couteau et Dominique Sardou (Union de la Droite) sont élus avec 61,49 % des suffrages exprimés et un taux de participation de 49,98 % (7 937 voix pour 13 945 votants et 27 901 inscrits).

## Composition

### Composition de 1973 à 1984
Lors de sa création, le canton de Saint-Cyr-sur-Loire est composé de six communes entières :
- Saint-Cyr-sur-Loire (chef-lieu)
- Fondettes
- Luynes
- La Membrolle-sur-Choisille
- Mettray
- Saint-Étienne-de-Chigny.

### Composition de 1984 à 2015
À la suite du décret du 24 décembre 1984, le canton se composait de la seule commune de Saint-Cyr-sur-Loire.

### Composition depuis 2015
En application du redécoupage cantonal de 2014, le canton est désormais composé de cinq communes entières.
| Nom                                         | Code Insee | Intercommunalité             | Superficie (km2) | Population (dernière pop. légale) | Densité (hab./km2) | Modifier                                    |
| ------------------------------------------- | ---------- | ---------------------------- | ---------------- | --------------------------------- | ------------------ | ------------------------------------------- |
| Saint-Cyr-sur-Loire (bureau centralisateur) | 37214      | Tours Métropole Val de Loire | 13,50            | 16 766 (2022)                     | 1 242              | modifier les données · modifier les données |
| Fondettes                                   | 37109      | Tours Métropole Val de Loire | 31,83            | 10 917 (2022)                     | 343                | modifier les données · modifier les données |
| Luynes                                      | 37139      | Tours Métropole Val de Loire | 34,01            | 5 081 (2022)                      | 149                | modifier les données · modifier les données |
| La Membrolle-sur-Choisille                  | 37151      | Tours Métropole Val de Loire | 6,87             | 3 270 (2022)                      | 476                | modifier les données · modifier les données |
| Saint-Étienne-de-Chigny                     | 37217      | Tours Métropole Val de Loire | 21,11            | 1 595 (2022)                      | 76                 | modifier les données · modifier les données |
| Canton de Saint-Cyr-sur-Loire               | 3712       |                              | 107,32           | 37 629 (2022)                     | 351                | modifier les données                        |

## Démographie

### Démographie avant 2015
| 1975   | 1982   | 1990   | 1999   | 2006   | 2011   | 2012   |
| ------ | ------ | ------ | ------ | ------ | ------ | ------ |
| 12 478 | 14 413 | 15 161 | 16 100 | 16 366 | 16 189 | 16 133 |

### Démographie depuis 2015
En 2022, le canton comptait 37 629 habitants, en évolution de +3,7 % par rapport à 2016 (Indre-et-Loire : +1,67 %, France hors Mayotte : +2,11 %).
| 2013   | 2018   | 2022   |
| ------ | ------ | ------ |
| 36 180 | 36 391 | 37 629 |